# 第二次ワグナー砦の戦い

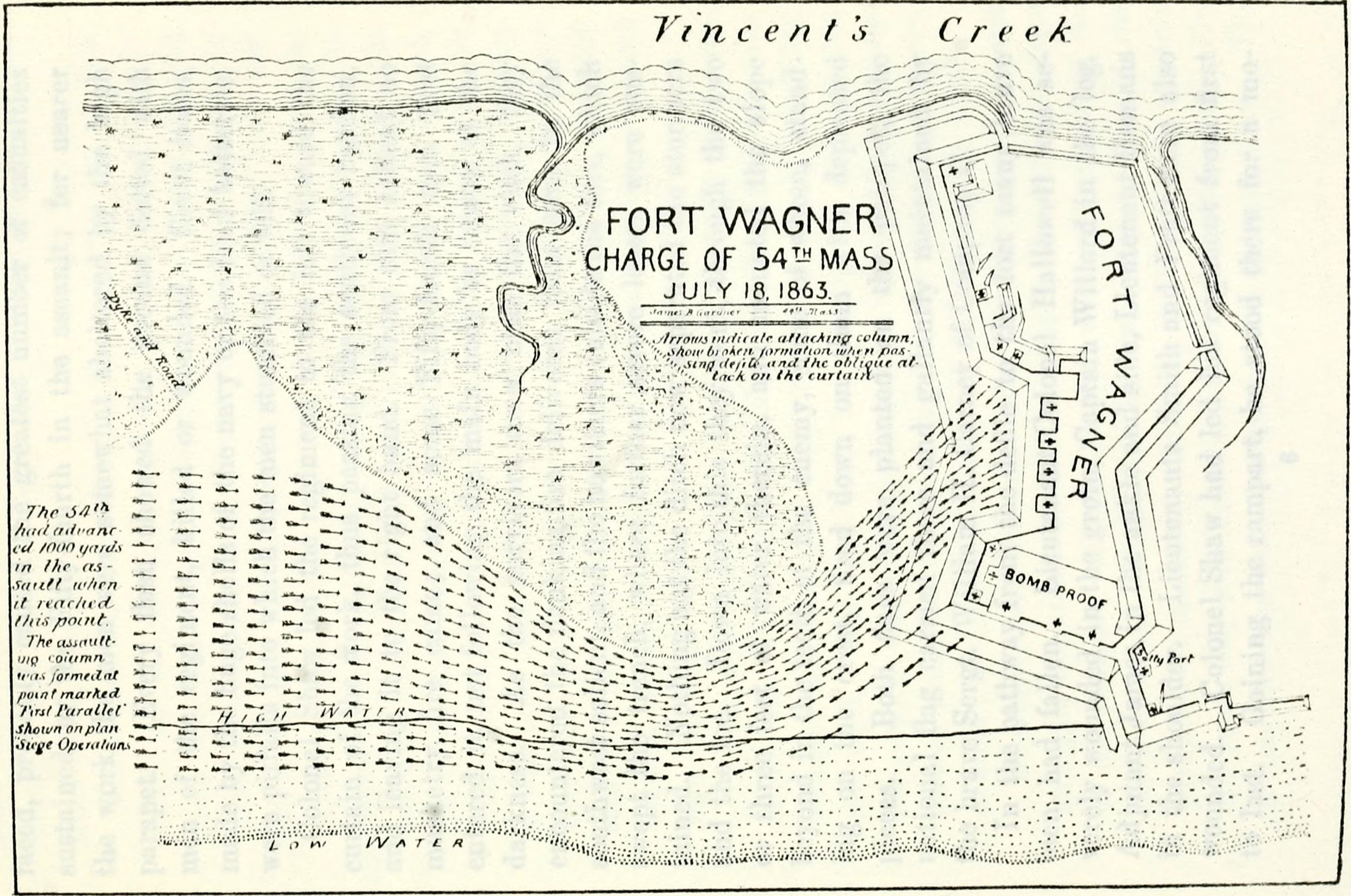
マサチューセッツ第54連隊が突撃した軌跡

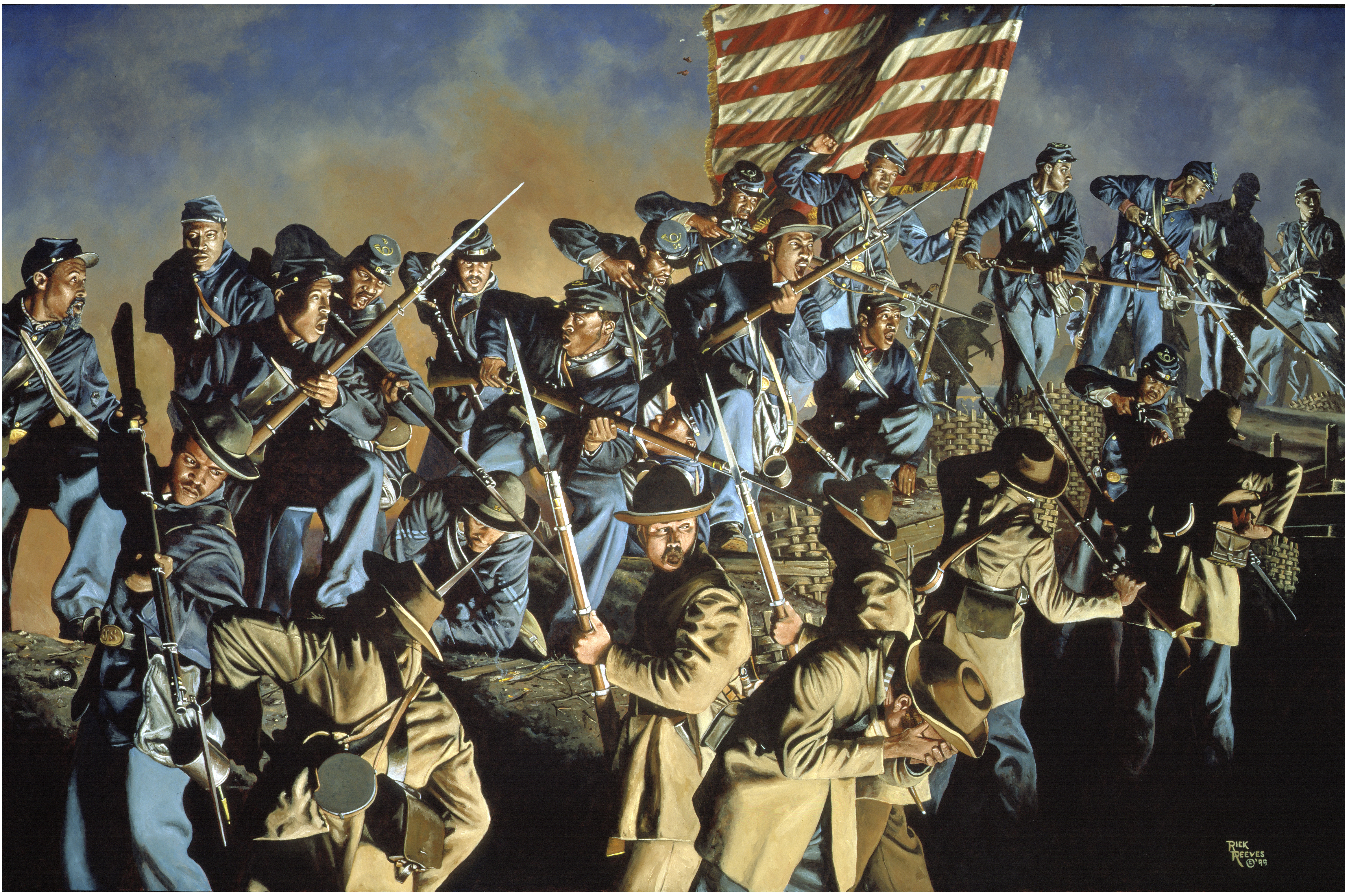
戦いの様子を描いた絵画『古き旗は地に着かない』

第二次ワグナー砦の戦い（だいにじワグナーとりでのたたかい、英: Second Battle of Fort Wagner、他に第二次モリス島襲撃、モリス島ワグナー砦の戦い）は、南北戦争3年目の1863年7月18日、サウスカロライナ州チャールストン近くで行われた戦闘である。北軍のクインシー・A・ギルモア准将が指揮する部隊が南軍のワグナー砦を襲撃したが失敗した。ワグナー砦はチャールストン港の南、モリス島にあった。この戦闘は第一次ワグナー砦の戦いから1週間後に起こった。

## 背景
ワグナー要塞もしくはワグナー砲台として南軍に呼ばれていた砦はチャールストン港の南側への入出港を支配下においていた。南軍側の指揮官はウィリアム・B・タリアフェロ准将だった。第一次ワグナー砦の戦いでは７月１１日に北軍によって砦の攻略が試みられたものの、砦からの砲撃とマスケット銃による反撃で大きな損害を受けて失敗した。北軍のクインシー・ギルモア准将は７月１８日に再び攻撃を画策し、その攻勢の前の１６日に後にグリムボール・ランディングの戦いと呼ばれる南軍の注意をそらすための欺瞞作戦を行った。その作戦と併行してギルモア准将は砦への砲撃も命じた。
狭小な島に立地している砦への攻撃は限定されたもにならざるを得ず、北軍は一度に一個連隊しか投入することができなかった。砦への進入経路は東側は海、西側にヴィンセント入江(現在の名称はバス入江)の沼地に挟まれた幅６０ヤードの砂浜という制約があった。この狭い回廊を回り込んでようやく、北軍はヴィンセント入江から海まで続くワグナー砦の南側の防壁を目の当たりにすることになる。砦の周囲は逆茂木のように削って尖らせたヤシが固定された浅い堀があり、海側にはスパイクが付けられた板が水面下に設置されていた。７月１８日の夜の時点で砦の防備は１０インチ海岸迫撃砲、３２ポンド・カロネード砲２門、８インチ平射砲２門、３２ポンド砲２門、４２ポンドカロネード砲１門、８インチの海岸迫撃砲が据え付けられていた。第1サウスカロライナ砲兵A中隊の大砲２門もヴィンセント入江を臨むワグナー砦南面の外側に陣取って支援射撃をしていた。砦の海側には３２ポンド・カロネード砲１門、１０インチ・コロンビヤード砲そして２門の１２ポンド砲の砲口が海に向けられていた。
ワグナー砲台の守備隊は第1サウスカロライナ砲兵、チャールストン大隊、第31ノースカロライナ連隊、第51ノースカロライナ連隊で構成されていた。

## 戦闘
７月１８日、ギルモア准将の命令で北軍の攻城砲と迫撃砲は砦への砲撃を開始し、海上からも砦に300ヤードの距離まで接近した６隻のモニター艦によって艦砲射撃も行われた。８時間にわたって砲撃は続けられたものの、砦の砂の壁に与えた損害はほとんどなく、シェルターに隠れていた守備隊の損害は８名が戦死、２０名が負傷したのみだった。。
ロバート・グールド・ショー大佐が率いるアフリカ系アメリカ人兵士からなる第54マサチューセッツ歩兵連隊が薄暮の攻撃において北軍の先頭に立った。その後方には９個連隊からなる２個旅団が続いた。第1旅団はジョージ・クロケット・ストロング将軍が指揮をとり、第54マサチューセッツ、第6コネチカット、第48ニューヨーク、第3ニューハンプシャー、第76ペンシルバニア、第9メイン連隊で構成されていた。第2旅団は、ニューハンプシャー第7連隊のハルディマンド・S・パットナム大佐が旅団長代理として指揮を執っていた。彼の旅団は第7ニューハンプシャー連隊、第62オハイオ連隊、第67オハイオ連隊、および第100ニューヨーク連隊で構成されていた。スティーブンソン将軍が率いている第3旅団はトールマン・シーモア将軍が前線指揮官であったが予備として待機し戦闘には参加しなかった。
午後7時45分に始まった突撃は3手に分かれて行われた。マサチューセッツ第54連隊がワグナー砦の壁に対して西から攻撃し、ストロング旅団の残りとパットナム旅団が南面の海に向かった突出部を攻撃した。突撃開始に合わせて砲撃が止んだとき、サウスカロライナ第1砲兵隊、チャールストン大隊、ノースカロライナ第51歩兵連隊の兵士はそれぞれの配置に就いたが、ノースカロライナ第31連隊は退避壕の下に留まり、配置場所である南東稜堡の守備に就かなかった。このノースカロライナ第31連隊はロアノーク島の戦い（1862年2月7日から2月8日）で全員捕虜となってその後の捕虜交換で解放された部隊である。マサチューセッツ第54連隊が砦から約150ヤード (135 m) まで迫ったとき、守備隊が大砲と小火器による攻撃を開始し、その隊列を崩した。ノースカロライナ第51歩兵連隊が直接銃撃し、チャールストン大隊は左手から銃撃した。マサチューセッツ第54連隊は胸壁まで取り着くことができたが、白兵戦を含む激しい戦闘の後で後退を強いられた。

北軍のコネチカット第6連隊は、ノースカロライナ第31連隊が配置に就いておらず最も守りが薄くなっている南東稜堡への突撃を続けた。これに対してタリアフェロ准将は直ちに幾らかの兵をまとめて南東稜堡の守備に就かせ、ノースカロライナ第51歩兵連隊とチャールストン大隊も突撃してくる北軍兵に対して斜めから銃撃を加えた。そうした状況の中，まずコネチカット第6連隊が，それに続いてニューヨーク第48連隊も稜堡斜面への到達に成功する。しかしその後、守備側の榴弾砲3門が突撃する部隊の側面に弾筒を撃ち込み始めたため、ストロング旅団の残り部隊は稜堡斜面まで到達することはできなかった。北軍のパットナム大佐が直ぐに配下の旅団を送り込んだものの、オハイオ第62連隊と同第67連隊の100名ないし200名のみが稜堡にたどり着いただけだった。一方、北軍の攻撃に対して南軍は2度反撃を試み、いずれも突撃を率いた士官が撃ち倒されて退却していたが、北軍の突撃がスティーブンソン将軍からの援軍を得られないまま粉砕され続けている間、南軍のタリアフェロ准将の部隊はジョンソン・ハーグッド准将が島に送り込んだジョージア第32歩兵連隊によって増強される。この新たに加わった部隊が稜堡に残存していた北軍兵を掃討し、殺害または捕虜とした。
血みどろの戦いは午後10時までに大きな損失とともに終結した。ジョージ・クロケット・ストロング将軍は、部下の兵士の再集結をはかるさなかにブドウ弾を大腿部にうけ、これが致命傷となった。ハルディマンド・S・パットナム大佐は撤退の命令を出しているときに砦の突出部において頭を撃たれて戦死した。コネチカット第6連隊のジョン・ライマン・チャットフィールド大佐は致命傷を負った。マサチューセッツ第54連隊のロバート・グールド・ショー大佐は、この戦闘初期に胸壁の上で戦死した。南軍の幾つかの報告書に拠れば、ショーの体は7度銃弾が貫通しており、致命傷になったのは胸に受けたライフル銃弾だった。

## 戦闘の後
7月18日のこの戦闘全体で、北軍は戦死、負傷、捕虜合わせて1,515名の損失を出したが、この数字は正確に確認されたわけではない。7月19日朝のワグナー砦の指揮官ハーグッド将軍は、P・G・T・ボーリガード将軍に宛てた報告書で、ワグナー砦の前の集団墓に800名の遺骸を埋めたと述べていた。戦闘後に残っていたマサチューセッツ第54連隊の兵士は315名に過ぎなかった。ショー大佐やラッセル大尉、シンプキンス大尉を含めて30名が戦死し、単一の墓に合葬された。負傷がもとで後に24名が死に、15名が捕虜になっていた。戦闘後に報告された52名の行方不明者は、その後発見されることはなかった。マサチューセッツ第54連隊の兵士はその勇敢さを称賛された。マサチューセッツ第54連隊に入っていたアフリカ系アメリカ人軍曹ウィリアム・カーニーは、その日に連隊旗を取り戻し、北軍の前線まで持ち帰ったことで、名誉勲章を得た最初の黒人となった。彼らの行動は兵士としてのアフリカ系アメリカ人の評価を改善したので、北軍は大いにアフリカ系アメリカ人を徴兵するところとなり、北軍の数的優位をさらに増した。この戦闘での南軍の損失は戦死、負傷、捕虜合わせて174名だった。
北軍の突撃が終わった後直ぐに、砦はジョンソン・ハーグッド准将の旅団によって強化された。ワグナー砦の守備隊は夜の間に変えられ、ハーグッド将軍が指揮を引き継いだ。その後はローレンス・M・カイト大佐が引き継ぎ、9月7日に砦を放棄するまで指揮していた。ハーグッド将軍は『脱退戦争の備忘録』と題する本を書き、北軍からの絶え間ない砲撃が、7月18日の突撃後に埋葬された北軍兵の非常に多くの死体を掘り返したので、周辺の空気には吐き気を催す死臭が蔓延し、砦の中にいられないほどになったと述べている。砲撃が常時加えられたことで、包囲戦の間に殺された南軍兵はワグナー砦の壁の中で埋葬せざるを得ず、その遺体も常に掘り返された
。突撃の失敗を受け、北軍は工兵によって砦を攻囲することとした。南軍は砲撃に60日間抵抗した後、1863年9月7日に砦を放棄した。絶え間ない砲撃によって損害が出ていたことや補給が不足していたこと、北軍の包囲用塹壕が砦に近接しつつあったことから、それ以上は持ちこたえられないと考えた結果だった。

## 大衆文化での扱い
1989年の映画グローリーのクライマックスシーンはこのワグナー砦の戦いを扱ったものだった。トリップ二等兵を演じたデンゼル・ワシントンが アカデミー助演男優賞、ゴールデングローブ賞 助演男優賞を受賞した。